# Norman
Norman ist ein männlicher Vorname und bzw. Familienname.

## Namensträger

### Vorname

#### A
- Norman Abbott (1922–2016), US-amerikanischer Regisseur und Produzent
- Norman Abramson (1932–2020), US-amerikanischer Ingenieur und Informatiker
- Norman Ackermann (* 1983), deutscher Degenfechter
- Norman Alden (1924–2012), US-amerikanischer Schauspieler und Synchronsprecher
- Norman L. Allinger (1928–2020), US-amerikanischer theoretischer Chemiker und Hochschullehrer
- Norman Anderson (Leichtathlet) (Norman Frederick Anderson, 1902–1978), US-amerikanischer Leichtathlet
- Norman Anderson (Fußballspieler) (Norman Anthony Anderson Jr., * 1997), belizischer Fußballspieler
- Norman C. Anderson (1928–2020), US-amerikanischer Politiker
- Norman Angell (1872–1967), britischer Schriftsteller und Publizist
- Norman Arlott (1947–2022), britischer Vogelillustrator und Autor
- Norman Ascot (* 1941), deutscher Sänger, Komponist und Musikproduzent

#### B
- Norman Bailey (1857–1923), englischer Fußballspieler
- Norman Bailey (1933–2021), britischer Opernsänger (Bassbariton)
- Norman G. Baker (1882–1958), US-amerikanischer Wunderheiler, Radiomoderator, Erfinder und Politiker
- Norman Balk (1894–1975), deutscher Schriftsteller und Skandinavist
- Norman Bates (1927–2004), US-amerikanischer Jazzbassist
- Norman Beaker (* 1950), englischer Musiker
- Norman Bean (* 1925), US-amerikanischer Kameramann und Dokumentarfilmer
- Norman Becker (* 1984), deutscher Wasserspringer
- Norman Bel Geddes (1893–1958), US-amerikanischer Bühnenbildner und Produktdesigner
- Norman Bellingham (* 1964), US-amerikanischer Kanute und Olympiasieger
- Norman Bentwich (1883–1971), britischer Rechtsanwalt, Rechtsgelehrter, Zionist und zeitweise Attorney General im britischen Völkerbundsmandat für Palästina
- Norman Bethune (1890–1939), kanadischer Arzt und Internationalist
- Norman Bingley (1863–1940), britischer Segler
- Norman Birkett, 1. Baron Birkett (1883–1962), stellvertretender Richter beim Nürnberger Prozess
- Norman Birnbaum (1926–2019), US-amerikanischer Soziologe
- Norman Blackburn (1930–2018), britischer Mathematiker
- Norman Blake (* 1938), US-amerikanischer Musiker, Sänger und Songwriter
- Norman Borlaug (1914–2009), US-amerikanischer Agrarwissenschaftler
- Norman L. Bowen (1887–1956), kanadischer Geologe

#### C
- Norman Cantor (1929–2004), kanadisch-US-amerikanischer Historiker
- Norman Chad (* 1958), US-amerikanischer Fernsehkommentator und Pokerspieler
- Norman Cohn (1915–2007), britischer Historiker, Hochschullehrer und Schriftsteller
- Norman Cohn (* 1946), kanadischer Filmproduzent und Kameramann
- Norman Cohn-Armitage (1907–1972), US-amerikanischer Fechter
- Norman Cook (* 1963), britischer Musiker
- Norman Cota (1893–1971), General der US Army während des Zweiten Weltkrieges
- Norman Culpan (1906–2005), britischer Industrieller und Autorennfahrer

#### D
- Norman Dagley (1929–1999), englischer English-Billiards-Spieler
- Norman Davies (* 1939), britischer Historiker
- Norman Dello Joio (1913–2008), US-amerikanischer Komponist

#### E
- Norman Ebbutt (1894–1968), britischer Journalist
- Norman Eddy (1810–1872), US-amerikanischer Politiker
- Norman Edge (1934–2018), US-amerikanischer Jazzmusiker
- Norman A. Erbe (1919–2000), US-amerikanischer Politiker

#### F
- Norman Fairclough (* 1941), britischer Soziolinguist und Hochschullehrer
- Norman Foster (* 1935), britischer Architekt und Designer

#### G
- Norman Geschwind (1926–1984), US-amerikanischer Neurologe
- Norman Thomas Gilroy (1896–1977), Erzbischof von Sydney
- Norman Gimbel (1927–2018), US-amerikanischer Liedtexter
- Norman Gobbi (* 1977), Schweizer Politiker
- Norman Greenbaum (* 1942), US-amerikanischer Sänger und Songschreiber

#### H
- Norman Hetherington (1921–2010), australischer Cartoonist und Puppenspieler
- Norman Albert Hill (1906–1996), US-amerikanischer Radsportler
- Norman Llewellyn Hill (1895–1976), US-amerikanischer Politikwissenschaftler
- Norman J. Holter (1914–1983), US-amerikanischer Biophysiker
- Norman Hunter (1899–1995), britischer Kinderbuchautor
- Norman Hunter (1943–2020), englischer Fußballspieler

#### J
- Norman Jarosik, US-amerikanischer Physiker und Astrophysiker
- Norman Jewison (1926–2024), kanadischer Filmregisseur
- Norman Jouppi, US-amerikanischer Computeringenieur
- Norman B. Judd (1815–1878), US-amerikanischer Politiker
- Norman Junge (1938–2022), deutscher Bildhauer und Illustrator

#### K
- Norman Keenan (1916–1980), US-amerikanischer Jazzgitarrist
- Norman Kolodziej, deutscher Elektro-Musiker
- Norman Krasna (1909–1984), US-amerikanischer Drehbuchautor, Bühnenautor, Filmproduzent und Filmregisseur

#### L
- Norman Langen (* 1985), deutscher Schlagersänger
- Norman Lausch (1975–2005), deutscher Gleitschirmpilot
- Norman A. Lebel (1931–2003), US-amerikanischer Chemiker
- Norman Lloyd (1914–2021), US-amerikanischer Schauspieler, Regisseur und Filmproduzent
- Norman Longmate (1925–2016), britischer Sozial- und Militärhistoriker und Autor

#### M
- Norman Macfarlane, Baron Macfarlane of Bearsden (1926–2021), britischer Unternehmer, Manager und Politiker
- Norman Mailer (1923–2007), US-amerikanischer Schriftsteller
- Norman Mason (1895–1971), US-amerikanischer Jazzmusiker
- Norman McLaren (1914–1987), kanadischer Trickfilmregisseur
- Norman McLeod (* 1938), kanadischer Fußballspieler
- Norman Z. McLeod (1898–1964), US-amerikanischer Filmregisseu
- Norman Urquhart Meldrum (1907–1933), britischer Biochemiker und Physikochemiker
- Norman Mineta (1931–2022), US-amerikanischer Politiker
- Norman Adolphus Mozley (1865–1922), US-amerikanischer Politiker
- Norman Müller (Politiker) (* 1977), deutscher Politiker (SPD)
- Norman Müller (Leichtathlet) (* 1985), deutscher Leichtathlet

#### O
- Norman Ohler (* 1970), deutscher Schriftsteller

#### P
- Norman Paech (* 1938), deutscher Völkerrechtler, Professor und Mitglied des Bundestags
- Norman Pett (1891–1960), englischer Comiczeichner
- Norman Petty (1927–1984), US-amerikanischer Musikproduzent und Musiker
- Norman Podhoretz (* 1930), US-amerikanischer Intellektueller
- Norman Powell (* 1993), US-amerikanischer Basketballspieler

#### R
- Norman Ramsey (1915–2011), US-amerikanischer Physiker und Nobelpreisträger
- Norman Read (1891–1992), US-amerikanischer Bergsteiger
- Norman Read (1931–1994), neuseeländischer Leichtathlet
- Norman Reedus (* 1969), US-amerikanischer Schauspieler
- Norman Rentrop  (* 1957), deutscher Verleger, Autor und Investor
- Norman Rockwell (1894–1978), US-amerikanischer Maler und Illustrator
- Norman Rosenthal (* 1944), britischer Kunsthistoriker und Kurator

#### S
- Norman Schwarzkopf junior (1934–2012), US-amerikanischer General
- Norman Scott (1889–1942), US-amerikanischer 2-Sterne-Admiral im Zweiten Weltkrieg
- Norman J. Silberling (1928–2011), US-amerikanischer Paläontologe und Geologe
- Norman Solomon (* 1933), britischer Rabbiner
- Norman Solomon (* 1951), US-amerikanischer Journalist
- Norman Speck (1886–1952), US-amerikanischer American-Football-Spieler
- Norman B. Spector (1921–1986), US-amerikanischer Romanist und Mediävist
- Norman Spinrad (* 1940), US-amerikanischer Science-Fiction Autor
- Norman St John-Stevas, Baron St John of Fawsley (1929–2012), britischer Politiker, Autor, Jurist und Barrister
- Normann Stadler (* 1973), deutscher Triathlet

#### T
- Norman Taurog (1899–1981), US-amerikanischer Filmregisseur
- Norman Tebbit (1931–2025), britischer konservativer Politiker
- Norman Thelwell (1923–2004), britischer Cartoonist

#### V
- Norman Marshall Villeneuve (1938–2025), kanadischer Jazzmusiker

#### W
- Norman Watt-Roy (* 1951), britischer Musiker
- Norman Whiteside (* 1965), nordirischer Fußballspieler
- Norman Wilson (1956–2021), britischer Marathonläufer
- Norman Woodlieff (1901–1985), US-amerikanischer Old-Time-Musiker
- Norman Wooland (1910–1989), britischer Film- und Theaterschauspieler

#### Y
- Norman Yoffee (* 1944), US-amerikanischer Altorientalist

#### Z
- Norman Zabusky (1929–2018), US-amerikanischer Physiker
- Norman Zahm (* 1981), deutscher Kanute

#### Variante Normen
- Normen Odenthal (* 1972), deutscher Journalist und Fernsehmoderator
- Normen Weber (* 1985), deutscher Kanute

### Familienname

#### A
- Aagot Norman (1892–1979), norwegische Schwimmerin
- Åke Norman (* 1962), schwedischer Skispringer und Skisprungtrainer
- Alexandra Norman (* 1983), kanadische Squashspielerin
- Alfred Merle Norman (1831–1918), britischer Zoologe
- Anders Norman (* 1969), schwedischer Popmusiker
- Andreas Norman (* 1972), schwedischer Schriftsteller
- Andrew Norman (Komponist) (* 1979), US-amerikanischer Komponist
- Andrew Norman (* 1980), englischer Snookerspieler
- Andriëtte Norman (* 1987), südafrikanische Sängerin
- Anthony W. Norman (1938–2019), US-amerikanischer Biochemiker
- Archie Norman (Mediziner) (1912–2016), britischer Pädiater
- Archie Norman (Politiker) (* 1954), britischer Manager, Unternehmer und Politiker (Conservative Party)
- Arthur Charles Alfred Norman (1858–1944), britischer Architekt
- Arthur St. Norman (1878–1956), südafrikanischer Geher und Marathonläufer

#### B
- Barak Norman (c. 1670–c. 1740), englischer Geigenbauer
- Barry Norman (1933–2017), britischer Journalist und Filmkritiker
- Bebo Norman (* 1973), US-amerikanischer Sänger christlicher Popmusik
- Bertil Norman (1929–2023), schwedischer Orientierungsläufer
- Birger Norman (1914–1995), schwedischer Journalist und Schriftsteller

#### C
- Catherine Raney-Norman (* 1980), US-amerikanische Eisschnellläuferin
- Charles Norman (Seemann) (1757–1793), englischer Seemann
- Charles Norman (General) (1891–1974), britischer General
- Charlie Norman (1920–2005), schwedischer Musiker
- Chris Norman (* 1950), britischer Popsänger

#### D
- David Norman (Politiker, 1879) (1879–1925), schwedischer Politiker (Lantmanna- och borgarpartiet), Mitglied des Reichstags
- David Norman (Politiker, 1887) (1887–1964), schwedischer Politiker (Socialdemokraterna), Mitglied des Reichstags
- David Norman (Fußballspieler, 1962) (* 1962), kanadischer Fußballspieler
- David Norman (Fußballspieler, 1992) (* 1992), kanadischer Fußballspieler
- David B. Norman (* 1952), britischer Paläontologe
- Decima Norman (1909–1983), australische Leichtathletin
- Diana Norman (Ariana Franklin; * 1948), britische Schriftstellerin und Biografin
- Dick Norman (* 1971), belgischer Tennisspieler
- Donald Norman (* 1935), US-amerikanischer Kognitionswissenschaftler
- Dorothy Norman (1905–1997), US-amerikanische Fotografin, Autorin und Bürgerrechtlerin

#### E
- Edward Norman (Bischof) (1916–1987), neuseeländischer anglikanischer Bischof
- Edward Norman (Historiker) (* 1938), britischer anglikanischer Geistlicher und Historiker
- Edward Dudley Norman (1910–1998), britisch-malaiischer Marineoffizier
- Egerton Herbert Norman (1909–1957), kanadischer Japanologe und Diplomat
- Einar Norman (1896–1950), schwedischer Künstler
- Eldred Norman (1914–1971), australischer Erfinder und Rennfahrer
- Emile Norman (1918–2009), US-amerikanischer Maler
- Erik Norman (1842–1917), schwedischer Politiker (Liberalerna), Mitglied des Reichstags
- Ernie Norman (1912–1993), australischer Rugbyspieler

#### F
- Florence Norman (1883–1964), britische Adlige und Frauenrechtlerin
- Francis Norman (* 1988), deutscher Viola-/Violinenspieler
- Frank Norman (1930–1980), britischer Schriftsteller
- Fred Norman (Musiker) (1910–1993), US-amerikanischer Jazzposaunist und Arrangeur
- Fred Norman (Baseballspieler) (* 1942), US-amerikanischer Baseballspieler
- Fred B. Norman (1882–1947), US-amerikanischer Politiker
- Frederick Norman (* um 1900, † nach 1965), britischer Hochschullehrer und Nachrichtendienstler

#### G
- Gene Norman (1922–2015), US-amerikanischer Jazzproduzent
- Georg Norman († 1552/53), schwedischer Politiker
- George Norman (Moderner Fünfkämpfer) (1927–2012), britischer Moderner Fünfkämpfer
- George Ward Norman (1793–1882), britischer Bankmanager und Autor
- Greg Norman (* 1955), australischer Golfer
- Gwen Norman (* 1950), US-amerikanische Sprinterin

#### H
- Hal John Norman (Harold L. Norman, Sr; 1911–2011), US-amerikanischer Schauspieler, Moderator und Hörspielsprecher
- Hanna Norman (* 1975), schwedische Schauspielerin
- Hans Norman (Künstler) (1928–1994), schwedischer Künstler
- Hans Norman (Historiker) (* 1936), schwedischer Historiker
- Hayley Marie Norman (* 1989), US-amerikanische Schauspielerin
- Henry Norman (Gouverneur) (1826–1904), britischer Feldmarschall und Gouverneur
- Henry Norman, 1. Baronet (1858–1939), britischer Journalist und Politiker (Liberal Party)
- Henry Nigel St. Valery Norman, 2. Baronet (1897–1943), britischer Unternehmer und Militärflieger siehe Nigel Norman, 2. Baronet
- Herman Cameron Norman (1872–1955), britischer Diplomat
- Howard Norman (* 1949), US-amerikanischer Schriftsteller

#### I
- Irving Norman (1906–1989), litauisch-amerikanischer Zeichner, Maler und politischer Aktivist

#### J
- Jace Norman (* 2000), US-amerikanischer Schauspieler
- Jean Norman (* 1977), deutscher Komponist, Texter und Sänger
- Jerry Norman (1936–2012), amerikanischer Sinologe
- Jesse Norman (* 1962), britischer Politiker (Conservative Party), Mitglied des House of Commons
- Jessye Norman (1945–2019), US-amerikanische Sängerin (Sopran)
- Jimmy Norman (1937–2011), US-amerikanischer Sänger und Songwriter
- Johannes Norman (1823–1903), norwegischer Botaniker
- John Norman (* 1931), US-amerikanischer Schriftsteller und Philosoph
- John Norman Jnr (* 1974), kanadischer Dartspieler
- John Roxborough Norman (1898–1944), britischer Zoologe
- Josh Norman (* 1987), US-amerikanischer American-Football-Spieler
- Julie Norman Leth (* 1992), dänische Radrennfahrerin, siehe Julie Leth

#### L
- Larry Norman (1947–2008), US-amerikanischer Sänger und Komponist
- Larry Norman (Kanute) (* 1966), kanadischer Kanute
- Lasse Norman Leth (* 1992), dänischer Radrennfahrer
- Len Norman (1947–2021), britischer Politiker (Jersey)
- Leslie Norman (1911–1993), britischer Filmeditor, Regisseur, Produzent und Drehbuchautor
- Loulie Jean Norman (1913–2005), US-amerikanische Sängerin (Sopran)
- Ludvig Norman (1831–1885), schwedischer Musiker und Komponist
- Ludwig Norman-Neruda (1864–1898), britischer Bergsteiger und Maler

#### M
- Magnus Norman (* 1976), schwedischer Tennisspieler
- Maidie Norman (1912–1998), US-amerikanische Schauspielerin
- Marc Norman (* 1941), US-amerikanischer Drehbuchautor und Produzent
- Mark Norman, 3. Baronet (1941–2013), britischer Adliger
- Marsha Norman (* 1947), US-amerikanische Autorin
- Maurice Norman (1934–2022), englischer Fußballspieler
- Max Norman, britischer Musikproduzent, Toningenieur und Mischer
- May Norman-Neruda (1867–1945), englische Bergsteigerin
- Michael Norman (* 1997), US-amerikanischer Sprinter
- Michael L. Norman (* 1953), US-amerikanischer Astrophysiker
- Mildred Lisette Norman (1908–1981), amerikanische Friedensaktivistin, siehe Peace Pilgrim
- Moe Norman (1929–2004), kanadischer Profigolfer
- Montagu Norman, 1. Baron Norman (1871–1950), englischer Bankier
- Monty Norman (1928–2022), englischer Filmmusiker
- Moriah van Norman (* 1984), US-amerikanische Wasserballspielerin

#### N
- Nancy Norman (1925–2024), US-amerikanische Sängerin
- Nigel Norman, 2. Baronet (1897–1943), britischer Unternehmer und Militärflieger
- Nigel Norman, 4. Baronet (* 1956), britischer Adliger

#### P
- Peggy Norman (1911–1960), ungarische Filmschauspielerin
- Peter Norman (1942–2006), australischer Leichtathlet
- Peter Norman (Ökonom) (* 1958), schwedischer Politiker und Ökonom

#### R
- Ralph Norman (* 1953), amerikanischer Politiker
- Rendé Rae Norman (1958–2020), US-amerikanische Schauspielerin
- Robert Norman (vor 1560–nach 1596), englischer Seemann, Kompasshersteller und Wissenschaftler
- Roger Norman (1928–1995), schwedischer Dreispringer
- Roger von Norman (1908–2000), deutscher Filmeditor und Filmregisseur
- Ross Norman (* 1959), neuseeländischer Squashspieler
- Russel Norman (* 1967), neuseeländischer Politiker und Umweltschützer

#### S
- Samuel Hinga Norman (1940–2007), Stammesführer der Mende und Anführer der Kamajors in Sierra Leone
- Shon Norman (* 1991), israelischer Eishockeyspieler

#### T
- Theodore Norman (* 1912), amerikanischer Gitarrist, Geiger, Komponist und Pädagoge
- Torquil Norman (1933–2025), britischer Unternehmer, Flugzeugliebhaber und Kunstphilanthrop

#### V
- Victor Norman (1946–2024), norwegischer Politiker und Wirtschaftswissenschaftler

#### W
- Woody Norman (* 2009), britischer Kinderdarsteller

#### Z
- Zack Norman (1940–2024), US-amerikanischer Schauspieler und Produzent